# Piatra Șoimului (gmina)
Piatra Șoimului – gmina w Rumunii, w okręgu Neamț. Obejmuje miejscowości Luminiș, Negulești, Piatra Șoimului i Poieni. W 2011 roku liczyła 5587 mieszkańców.